# Renato Brunetta
Renato Brunetta (ur. 26 maja 1950 w Wenecji) – włoski politolog, nauczyciel akademicki i polityk, profesor, parlamentarzysta krajowy i europejski, minister.

## Życiorys
Ukończył nauki polityczne na Uniwersytecie Padewskim. Po studiach zajął się pracą naukową. W latach 80. był profesorem na Università Iuav di Venezia, a do połowy lat 90. na Università degli Studi di Roma „Tor Vergata”.
Od 1985 do 1989 pełnił funkcję wiceprzewodniczącego komitetu pracy i polityki społecznej Organizacji Współpracy Gospodarczej i Rozwoju. Zajmował też stanowisko pełnomocnika ministra pracy do spraw zatrudnienia. Publikował m.in. w „Il Sole 24 Ore” i „il Giornale”.
Zaangażował się w działalność polityczną w ramach Włoskiej Partii Socjalistycznej. W latach 80. i 90. był doradcą premierów Bettina Craxiego, Giuliana Amato i Carla Azeglia Ciampiego.
W połowie lat 90. przystąpił do partii Silvia Berlusconiego, Forza Italia. W 1999 i 2004 z jej ramienia uzyskiwał mandat posła do Parlamentu Europejskiego. W przedterminowych wyborach w 2008 uzyskał mandat do Izby Deputowanych XVI kadencji z ramienia federacyjnego Ludu Wolności jako przedstawiciel Lombardii. 8 maja 2008 został ministrem do spraw administracji publicznej i innowacji w nowo powołanym rządzie. Funkcję tę pełnił do 16 listopada 2011. W 2013  i 2018 był wybierany na posła XVII i XVIII kadencji.
13 lutego 2021 ponownie został ministrem do spraw administracji publicznej, dołączając do gabinetu Maria Draghiego. W lipcu 2022 opuścił FI, krytykując działania tej partii w trakcie kryzysu rządowego. W październiku tegoż roku zakończył pełnienie funkcji rządowej.